# 成田市立美郷台小学校
成田市立美郷台小学校（なりたしりつ みさとだいしょうがっこう）は、千葉県成田市美郷台二丁目にある市立小学校。

## 概要
成田市の美郷台地区の北西に位置する。近隣地域の宅地化が進行し、成田市立成田小学校の定員が一時1,000名を超え狭隘が深刻化した為、平成15年より、美郷台地区の成田スポーツ広場（小学校建設予定地）に分離小学校の設置に着手。平成19年春に成田小学校より分離開校した。市内で31校目の市立小学校である。

## 沿革
- 2007年（平成19年）4月 - 開校。
- 2008年（平成20年）2月 - 校歌、校章制定。
- 2008年（平成20年） - (社)文教施設協会主催、平成20年度（平成18年度整備完了施設)公立学校優良施設、文教施設協会協会賞を受賞。
- 2011年（平成23年） - 中郷小学校と統合。

## 校歌
- 作詞 こんのひとみ
- 作曲 吉川正夫

## 通学区域
土屋の一部、郷部の一部、ウイング土屋、美郷台1丁目、美郷台2丁目、美郷台3丁目、押畑、山口、野毛平、東金山、関戸、和田、下金山、新妻、芦田、東和泉、西和泉、赤荻
- 美郷台小学校の元の学区は郷部の一部、美郷台一丁目 - 三丁目、土屋の一部、ウイング土屋、山口、押畑
- 旧中郷小学校の学区は野毛平、東金山、関戸、和田、下金山、新妻、芦田、東和泉、西和泉、赤荻。

## アクセス
- JR成田駅西口 4番線乗り場 千葉交通「大谷津球場行きまたは竜角寺台車庫行き」「美郷台二丁目下車」約8分

## その他
- 児童ホームが併設されている。
- (財)広域関東圏産業活力化センター（GIAC）のグリーン電力基金の助成により、グラウンドにハイブリッド発電装置が設置されている。